# ピラミーデン

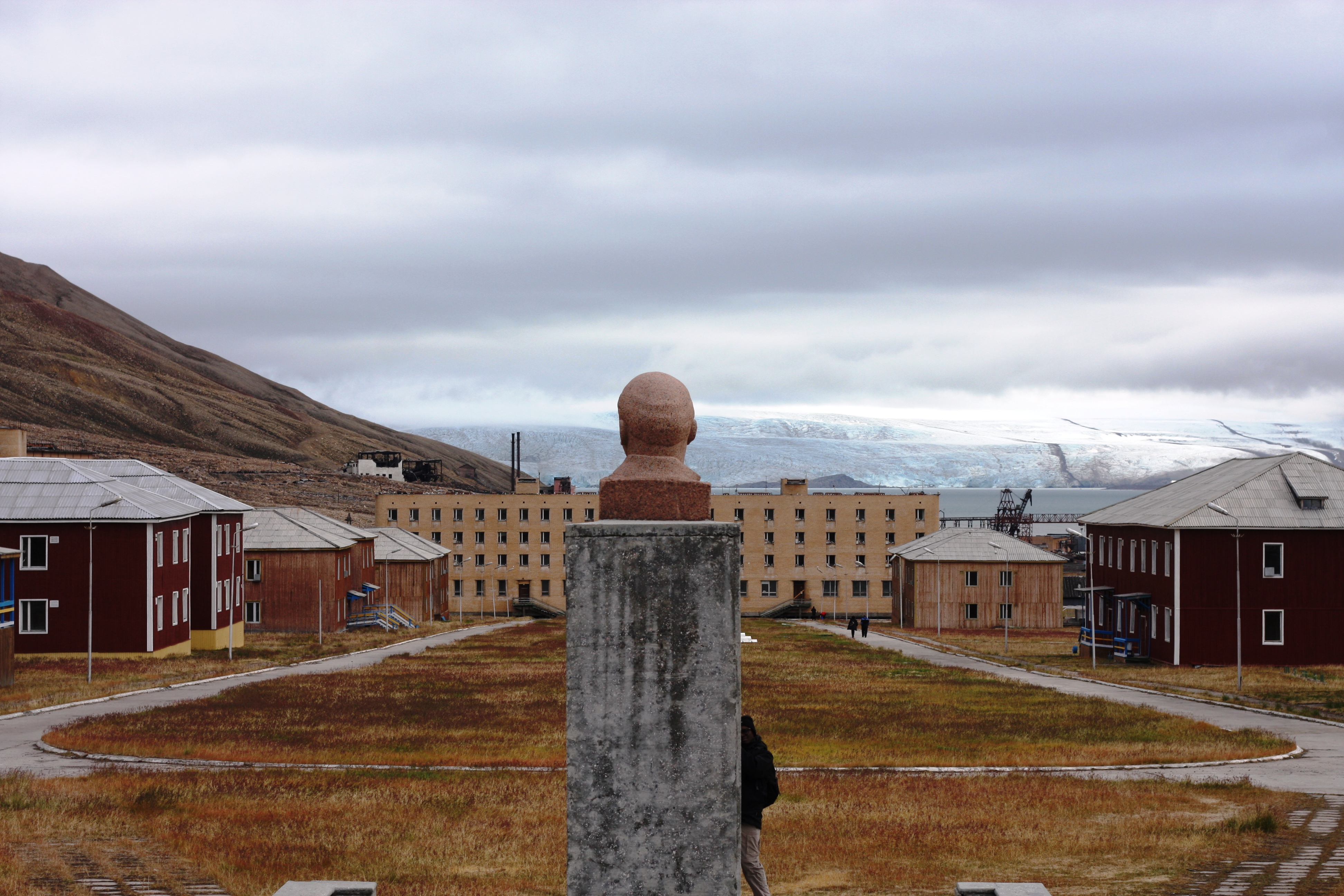

ピラミーデン(ロシア語: Пирамида)は、スヴァールバル諸島のスピッツベルゲン島にあるかつての鉱山町である。当時は石炭の採掘がおこなわれていた。街は1910年にスウェーデンによって作られ、1927年にソ連に売却された。最盛時には1000人以上の住人がいた。1998年に鉱山は廃止され無人となった。2007年より、ホテルの改修などの観光開発が行われている。座標: 北緯78度39分22秒 東経16度19分30秒 / 北緯78.656111度 東経16.325度